# Josef Hassmann
Josef Hassmann (ur. 21 maja 1910 w Wiedniu, zm. 1 listopada 1969) – austriacki piłkarz występujący na pozycji napastnika, reprezentant Austrii.

## Kariera klubowa
Hassmann karierę piłkarską rozpoczął w 1929 roku w zespole Admira Wiedeń. Już w pierwszym sezonie jako zawodnik Admiry zdobył mistrzostwo Austrii. Sukces ten powtórzył także w następnym sezonie, wygrywając również Puchar Austrii. Po pięciu latach gry dla Admiry, w 1931 opuścił ją na rzecz SC Nicholson. W drużynie z wiedeńskiej dzielnicy Favoriten spędził łącznie 6 sezonów.
Od sezonu 1937/38 grał w Team Wiener Linien. W wyniku Anschlussu państwo austriackie zostało przyłączone do III Rzeszy, a kluby austriackie zaczęły grać w tamtejszych rozgrywkach. W 1941 Hassmann został piłkarzem Rapidu Wiedeń. Przez 2 sezony gry w Rapidze wystąpił w 9 spotkaniach. W 1945 zakończył karierę piłkarską po krótkim epizodzie w Team Wiener Linien.
| Sezon   | Klub               | Kraj       | Rozgrywki               | Mecze | Bramki |
| ------- | ------------------ | ---------- | ----------------------- | ----- | ------ |
| 1926/27 | SK Admira Wiedeń   | Austria    | I. Liga                 |       |        |
| 1927/28 | SK Admira Wiedeń   | Austria    | I. Liga                 |       |        |
| 1928/29 | SK Admira Wiedeń   | Austria    | I. Liga                 |       |        |
| 1929/30 | SK Admira Wiedeń   | Austria    | I. Liga                 |       |        |
| 1930/31 | SK Admira Wiedeń   | Austria    | I. Liga                 |       |        |
| 1931/32 | SC Nicholson       | Austria    | I. Liga                 |       |        |
| 1932/33 | SC Nicholson       | Austria    | I. Liga                 |       | 9      |
| 1933/34 | SC Nicholson       | Austria    | I. Liga                 |       | 11     |
| 1934/35 | SC Nicholson       | Austria    | I. Liga                 |       |        |
| 1935/36 | SC Nicholson       | Austria    | I. Liga                 |       |        |
| 1936/37 | SC Nicholson       | Austria    | I. Liga                 |       |        |
| 1937/38 | Team Wiener Linien | Austria    |                         |       |        |
| 1938/39 | Team Wiener Linien | III Rzesza |                         |       |        |
| 1939/40 | Team Wiener Linien | III Rzesza |                         |       |        |
| 1940/41 | Team Wiener Linien | III Rzesza |                         |       |        |
| 1941/42 | Rapid Wiedeń       | III Rzesza | Gauliga Donau-Alpenland | 3     | 0      |
| 1942/43 | Rapid Wiedeń       | III Rzesza | Gauliga Donau-Alpenland | 6     | 0      |

## Kariera reprezentacyjna
Hassmann został powołany na Mistrzostwa Świata 1934 we Włoszech. Podczas turnieju nie zagrał w żadnym spotkaniu.
W reprezentacji Austrii zadebiutował 11 listopada 1934 w meczu przeciwko Szwajcarii, wygranym 3:0. Drugi i ostatni mecz w kadrze zagrał 14 kwietnia 1935 w Pradze, przeciwko Czechosłowacji. Spotkanie zakończyło się bezbramkowym remisem.
| Mecze i gole w reprezentacji Austrii | Mecze i gole w reprezentacji Austrii | Mecze i gole w reprezentacji Austrii | Mecze i gole w reprezentacji Austrii | Mecze i gole w reprezentacji Austrii | Mecze i gole w reprezentacji Austrii | Mecze i gole w reprezentacji Austrii |
| #                                    | Data                                 | Miasto                               | Przeciwnik                           | Gol                                  | Wynik                                | Rozgrywki                            |
| ------------------------------------ | ------------------------------------ | ------------------------------------ | ------------------------------------ | ------------------------------------ | ------------------------------------ | ------------------------------------ |
| 1.                                   | 11.11.1934                           | Wiedeń                               | Szwajcaria                           |                                      | 3:0                                  | Puchar Europy Środkowej              |
| 2.                                   | 14.04.1935                           | Praga                                | Czechosłowacja                       |                                      | 0:0                                  | Puchar Europy Środkowej              |

## Sukcesy
Admira Wiedeń
- mistrzostwo Austrii: 1926/27, 1927/28
- Puchar Austrii: 1927/28